# Унгбеджи, Адриен
Адриен Унгбеджи фр. Adrien Houngbédji; 5 марта 1942, Аплауэ, Французская Дагомея) — бенинский политический и государственный деятель. Премьер-министр Бенина с 9 апреля 1996 — 14 мая 1998 года. Председатель парламента страны Национальной ассамблеи Бенина с 1991 по 1995 год и с 1999 по 2003 год.
Лидер Партии демократического обновления Бенина (фр. Parti du renouveau démocratique [PRD]), одной из основных политических партий страны. юрист, доктор права.

## Биография
В 1967 году получил степень доктора права в Парижском университете. В августе 1968 года основал адвокатскую фирму в городе Котону.
В тот период времени был ярым противником режима Матьё Кереку, в феврале 1975 года за политическую деятельность был арестован. В марта 1975 года вышел из тюрьмы и скрылся за границей страны; вскоре после этого был приговорён к смертной казни. Скрывался в Париже, затем в Дакаре (Сенегал), где читал лекции по праву, после этого уехал в Либревиль (Габон), где снова занялся юридической практикой.
В Габоне сблизился с президентом Омаром Бонго, который помог Унгбеджи в 1989 году вернуться на родину, отправив его на самолёте вместе с государственным министром Габона. В феврале 1990 года Унгбеджи присоединился к Национальной конференции, работавшей над проектом перехода страны к многопартийной системе. Был сторонником Матьё Кереку во время избрания того премьер-министром, однако победу одержал Нисефор Согло.
В марте 1990 года основал Партию демократического обновления Бенина, и в начале 1991 года был избран в парламент страны Национальную ассамблею Бенина. Участвовал в президентских выборах в том же году, заняв пятое место с 4,54 % голосов избирателей. В том же году был избран председателем Национальной ассамблеи, этот пост занимал до 1995 года.
На состоявшихся 28 марта 1995 года парламентских выборах руководимая Адриеном Унгбеджи Партии демократического обновления Бенина, вместе с другими партиями, противостоящими президенту Нисефору Согло, получила большинство мест в Национальной ассамблее Бенина. Адриен Унгбеджи занял третье место в первом туре президентских выборов 3 марта 1996 года и поддержал Матьё Кереку во втором туре 18 марта 1996 года. После победы М. Кереку и его президентской инаугурации, А. Унгбеджи был назначен на восстановленный пост премьер-министра. 8 мая 1998 года он подал в отставку вместе с тремя другими однопартийцами в правительстве; в следующем правительстве, назначенном 14 мая 1998 года, пост премьер-министра отсутствовал.
Вместе со своей партией участвовал в парламентских выборах 1999 года, как оппозиционная сила. В результате этих выборов оппозиционные партии снова набрали большинство в Национальной ассамблее; Унгбеджи был избран на пост главы Ассамблеи во второй раз 29 апреля 1999 года. Занимал этот пост до 2003 года. Также он был избран на должность сопредседателя Африкано-Карибско-Тихоокеанско-Европейского Союза (ACP-EU) в 2001 году.
На президентских выборах в марте 2001 года занял третье место, набрав 12,62 % голосов; вместе с бывшим президентом Согло, занявшим второе место, он отказался участвовать во втором туре из-за предполагаемого мошенничества.
В февраля 2003 году был избран мэром административной столицы Бенина Порто-Ново. В марте 2003 года на парламентских выборах был переизбран в Национальное собрание, а в апреле того же года вышел из оппозиции, чтобы присоединиться к президентскому большинству. Ушёл с поста мэра Порто-Ново в июне 2003 года.
В 2006 году снова участвовал в президентских выборах, а отсутствие в гонке главных его соперников — Согло и Кереку — делало его фаворитом этих выборов. В первом туре, 5 марта, он занял второе место, набрав около 24 % голосов, а Яйи Бони получил около 35 %; во втором туре выборов, 19 марта, Унгбеджи потерпел поражение; Яйи Бони набрал 75 % голосов избирателей.
В 2007 году Унгбеджи был переизбран в Национальную ассамблею. В 2011 году снова стал главным соперником Яйи Бони во время президентских выборов, при этом Унгбеджи пытался оспорить официальные результаты выборов.
Будучи членом Академии наук (фр. Académie des Sciences d’Outre Mer), в октябре 2005 года Унгбеджи написал книгу «Il n’y a de richesse que d’hommes», в которой изложил свое видение дальнейшего развития Бенина и Африки в целом.